# Municipio de Ervin (Indiana)
El municipio de Ervin (en inglés: Ervin Township) es un municipio ubicado en el condado de Howard en el estado estadounidense de Indiana. En el año 2010 tenía una población de 2227 habitantes y una densidad poblacional de 20,36 personas por km².

## Geografía
El municipio de Ervin se encuentra ubicado en las coordenadas 40°31′1″N 86°18′32″O / 40.51694, -86.30889. Según la Oficina del Censo de los Estados Unidos, el municipio tiene una superficie total de 109.41 km², de la cual 109.41 km² corresponden a tierra firme y (0%) 0 km² es agua.

## Demografía
Según el censo de 2010, había 2227 personas residiendo en el municipio de Ervin. La densidad de población era de 20,36 hab./km². De los 2227 habitantes, el municipio de Ervin estaba compuesto por el 96.54% blancos, el 0.67% eran afroamericanos, el 0.09% eran amerindios, el 0.63% eran asiáticos, el 0.27% eran isleños del Pacífico, el 0.13% eran de otras razas y el 1.66% pertenecían a dos o más razas. Del total de la población el 1.26% eran hispanos o latinos de cualquier raza.